# Чанов, Виктор Гаврилович
Виктор Гаврилович Чанов (1 января 1923, Боково-Антрацит, Донецкая губерния — 14 мая 2007, Донецк) — советский футболист, вратарь, мастер спорта СССР. Отец Вячеслава и Виктора Чановых, также выступавших на вратарской позиции.

## Биография
Вратарскую карьеру выбрал, выступая за ворошиловградский «Дзержинец».
Великую Отечественную войну провёл в рядах 5-й ударной армии. Окончание войны встретил в Потсдаме, где была расквартирована его военная часть. В этой советской оккупационной зоне возникла армейская футбольная команда, которая вскоре была включена в число участников чемпионата Вооруженных Сил.
Награжден орденом Красной Звезды, медалями «За боевые заслуги», «За победу над Германией в Великой Отечественной войне 1941—1945 гг.».
В 1947 году благодаря Анатолию Тарасову был переведён в Москву, в команду ЦДКА. Выступал за команду в 1948—1952 годах, став двукратным чемпионом СССР. В 1952 году, после расформирования ЦДСА, получил приглашение продолжить карьеру в команде дома офицеров (Тбилиси), но по совету тренера «Шахтёра» из Сталино Александра Пономарёва и при содействии министра угольной промышленности Засядько вернулся на Украину. Выступал за «Шахтёр» до 1959 года.
После завершения карьеры, в 1961 году тренировал луганскую «Зарю». Позже работал начальником команды в футбольной школе донецкого «Локомотива» (1971) и разметчиком поля.
Скончался в Донецке 14 мая 2007 года. Похоронен на Лесном кладбище Киева.

### Семья
Жена — Клавдия Ивановна Чанова. Сыновья Вячеслав (род. 1951) и Виктор (1959—2017) — также известные вратари.

## Достижения
- Чемпион СССР: 1950, 1951
- Обладатель Кубка СССР: 1951
- Лучший вратарь Украинской ССР: 1958, 1959